# Robert Donaldson
Robert „Bob“ Donaldson (* 8. April 2002 in Manchester) ist ein britischer Radrennfahrer, der im Straßenradsport aktiv ist.

## Sportlicher Werdegang
Seine Karriere begann Donaldson in der Great Britain Academy des britischen Radsportverbandes British Cycling, mit der er vorrangig als Teil des Nationalteams an internationalen Rennen teilnahm. 2022 machte er durch den siebten Platz bei Gent–Wevelgem / Kattekoers–Ieper und den vierten Gesamtrang bei der Tour d’Eure-et-Loir auf sich aufmerksam.
Zur Saison 2023 wurde Donaldson Mitglied im UCI Continental Team Trinity Racing. Seinen ersten Sieg erzielte er jedoch für das Nationalteam mit einem Etappenerfolg beim Orlen Nations Grand Prix. Beim Giro Next Gen 2023 kam er dreimal unter die Top 10 der Tageswertung. 2024 verpasste er mehrfach nur knapp einen Sieg, unter anderem als Zweiter bei Paris–Roubaix Espoirs, Etappenzweiter bei der Tour Alsace und Etappendritter bei der Tour of Britain. Zudem sicherte er sich bei den nationalen Meisterschaften mit dem sechsten Platz im Straßenrennen den Titel in der U23.
Nach seinen Erfolgen erhielt Donaldson zur Saison 2025 einen Vertrag beim UCI WorldTeam Jayco AlUla.

## Erfolge
2019
- Gesamtwertung, eine Etappe, Punkte- und Nachwuchswertung La Coupe du President de la Ville de Grudziądz
- Mannschaftszeitfahren Sint-Martinusprijs Kontich

2022
- Nachwuchswertung Tour d’Eure-et-Loir

2023
- eine Etappe Orlen Nations Grand Prix

2024
- Britischer U23-Meister – Straßenrennen